# Famiglia di lanciatori Scout

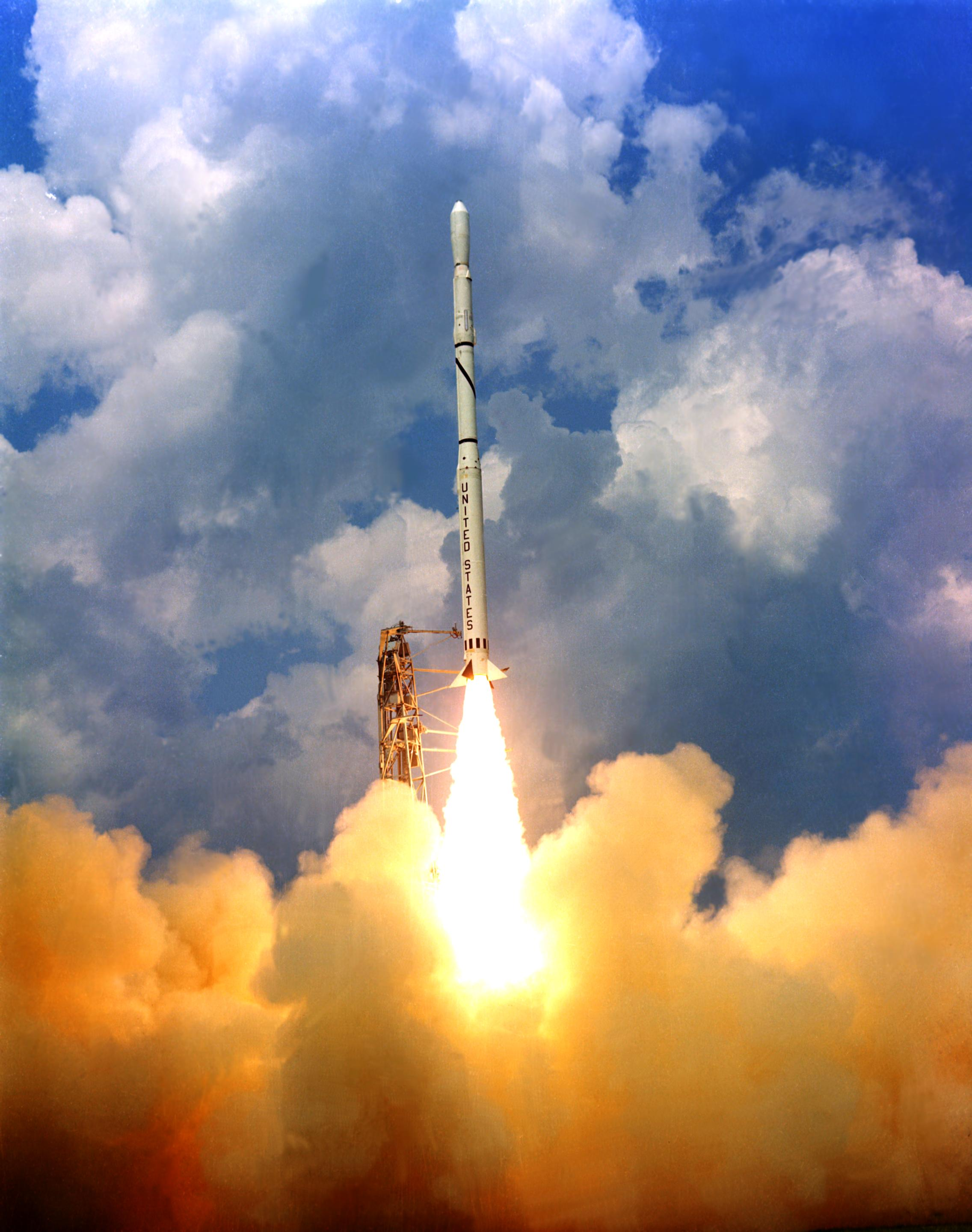
Lancio di uno Scout

Scout è una famiglia di razzi vettore statunitensi progettati per lanciare piccoli satelliti artificiali e metterli in orbita attorno alla Terra. I razzi Scout furono usati dal 1961 al 1994. Il primo satellite ad essere lanciato con successo con un razzo Scout fu l'Explorer 9, che venne messo in orbita il 16 febbraio 1961. L'ultimo lancio con un vettore Scout avvenne il 9 maggio 1994 con cui venne messo in orbita un satellite militare della serie MSTI.

## Caratteristiche
Lo Scout è stato il primo razzo multistadio ad avere tutti gli stadi alimentati da propellente solido. Era un razzo composto da quattro stadi,con una lunghezza di 25,00 m e un diametro di 1,01 m, capace di lanciare in orbita un carico da 80 a 210 kg (a seconda della versione).
Il razzo Scout derivò da un progetto dell'United States Air Force che portò alla costruzione del razzo Blue Scout, di cui vennero costruite diverse versioni (Blue Scout I, Blue Scout II e Blue Scout Junior). La NASA sviluppò una propria versione, denominata Scout X-1, che usava i seguenti motori:
Lo Scout X-1 venne ulteriormente perfezionato e furono costruite le seguenti versioni:
- Scout X-2, che nel 1962 introdusse il motore Antares-2
- Scout X-3, che nel 1963 introdusse il motore Algol-2
- Scout A-1, che nel 1965 introdusse il motore Castor-2
- Scout B-1, che nel 1965 introdusse il motore Altair-3
- Scout D-1, che nel 1972 introdusse il motore Algol-3
- Scout G-1, che nel 1979 introdusse il motore Antares-3-

Con il vettore Scout vennero messi in orbita molti satelliti, sia degli USA che di altre nazioni, tra cui l'Italia (satelliti del Progetto San Marco).

## Dati tecnici

### Scout A
- Spinta al lancio: 513,40 kN (52.352 kgf)
- Massa al lancio: 17,850 kg
- Diametro: 1,01 m
- Lunghezza: 25,00 m

### Stadi dello Scout A
1º stadio: Algol
- Derivato dal missile Polaris
- Massa: 11,600 kg
- Massa a vuoto: 1,650 kg
- Spinta nel vuoto: 564,25 kN (57,537 kgf)
- Durata della spinta: 47 s
- Diametro: 1,01 m
- Lunghezza: 9,09 m

2º stadio: Castor
- Derivato dal missile MGM-29 Sergeant
- Massa: 4,424 kg
- Massa a vuoto: 695 kg
- Spinta nel vuoto: 258,92 kN (26,402 kgf)
- Durata della spinta: 37 s
- Diametro: 0,79 m
- Lunghezza: 6,04 m

3º stadio: Antares
- Derivato dal razzo Vanguard
- Massa: 1,400 kg
- Massa a vuoto: 300 kg
- Spinta nel vuoto: 93,09 kN (9,493 kgf)
- Durata della spinta: 36 s
- Diametro: 0,78 m
- Lunghezza: 2,90 m

4º stadio: Altair
- Derivato dal razzo Vanguard
- Massa: 275 kg
- Massa a vuoto: 37 kg
- Spinta nel vuoto: 22,24 kN (2,268 kgf)
- Durata della spinta: 28 s
- Diametro: 0,64 m
- Lunghezza: 2,53 m